# Kamenski Šeovci
Kamenski Šeovci is een plaats in de gemeente Brestovac in de Kroatische provincie Požega-Slavonië. De plaats telt 0 inwoners (2001).